# Björn Schildknecht
Björn Albert Schildknecht, född 7 juni 1905 i Stockholm, död 10 juli 1946 i Stockholm, var en svensk kompositör och kapellmästare.
Schildknecht var engagerad som kapellmästare vid Dramaten 1929–1937.

## Filmmusik i urval
- 1946 - Midvinterblot
- 1945 - Morgonväkt
- 1940 – Den blomstertid
- 1929 – Säg det i toner

## Teater

### Roller
| År   | Roll       | Produktion                                             | Regi          | Teater                |
| ---- | ---------- | ------------------------------------------------------ | ------------- | --------------------- |
| 1927 | En steward | Ombord Prins Wilhelm                                   | Olof Molander | Dramaten              |
| 1927 | Henri      | Doktor Mirakel Robert de Flers och Franois de Croisset | Karl Hedberg  | Dramaten              |
| 1928 | Rand       | Hoppla, vi lever! Ernst Toller                         | Per Lindberg  | Dramaten              |
| 1928 |            | Din eller min Anders Boman                             |               | Söders friluftsteater |